# Echte knobbelhagedissen
Echte knobbelhagedissen (Xenosaurus) zijn een geslacht van hagedissen uit de familie knobbelhagedissen.

## Naam en indeling
Het is het enige geslacht van knobbelhagedissen, sinds het enige andere geslacht -de Chinese knobbelhagedissen (Shinisaurus)- is afgesplitst tot een aparte familie van hagedissen.
Er zijn tegenwoordig twaalf erkende soorten, het aantal soorten is in de loop der jaren steeds toegenomen. Begin jaren zeventig waren er nog drie soorten bekend, door de jaren heen werden er steeds meer soorten beschreven. Voorbeelden zijn Xenosaurus penai uit 2000, Xenosaurus phalaroanthereon uit 2001 en Xenosaurus mendozai uit 2013. De meest recent beschreven soort is Xenosaurus fractus uit 2018. In de literatuur worden hierdoor verschillende soortenaantallen vermeld.

## Uiterlijke kenmerken
Knobbelhagedissen hebben zeer kleine, ronde schubben aan de bovenzijde van het lichaam en de staart. Hiertussen zijn regelmatige rijen ronde, knobbelige schubben aanwezig waaraan de dieren hun Nederlandstalige naam te danken hebben. De lichaamskleur is bruin, vaak met lichtere dwarsstrepen aan de bovenzijde. De knobbelige schubben kunnen hierbij een helder witte kleur hebben. De totale lichaamslengte inclusief de staart bedraagt ongeveer twintig centimeter.
Sommige soorten, zoals Xenosaurus rackhami, hebben gele tot oranje kleuren en kunnen worden verward met een korsthagedis, die in dezelfde streken leeft. Door deze gelijkenis met de giftige korsthagedissen wordt door de lokale bevolking onterecht aangenomen dat knobbelhagedisen eveneens giftig zijn.
Alle soorten hebben een gedrongen lichaamsbouw, de staart is ongeveer even lang als het lijf en de kop samen. Zowel de kop als het lichaam zijn sterk afgeplat. De trommelvliezen aan de kop zijn niet goed zichtbaar omdat ze met schubben zijn bedekt. De poten zijn goed ontwikkeld en dragen vijf vingers en tenen.

## Levenswijze
Knobbelhagedissen leven op de bodem en zoeken met name tijdens de schemering actief naar prooien. De hagedissen zijn belangrijke vijanden van kolonievormende insecten, zoals mieren en termieten die in grote aantallen voorkomen.
Bij bedreiging wordt de bek wijd opengesperd waarbij de zwarte slijmvliezen aan de binnenzijde van de bek worden getoond. Ook wordt luid gesist. Als het dier wordt aangeraakt kan het fel van zich af bijten.
De vrouwtjes zetten geen eieren af maar brengen volledig ontwikkelde jongen ter wereld. De jongen hebben een lichaamslengte van ongeveer vier centimeter en zijn direct zelfstandig. Het aantal jongen is echter laag, twee tot drie, en de draagtijd is lang en kan oplopen tot twaalf maanden.

## Verspreiding en habitat
De verschillende soorten komen voor in delen van Midden-Amerika en leven in de landen Mexico en Guatemala. Op een na komen alle soorten endemisch voor in Mexico. In Mexico komen de soorten voor in de staten Chiapas, Guerrero, Hidalgo, Oaxaca, Puebla, Querétaro, Tamaulipas en Veracruz.
De habitat bestaat uit sterk begroeide gebieden zoals bossen, met een rotsige ondergrond. De hagedissen leven tussen de rotsen en schuilen bij gevaar in rotsspleten en holle bomen. Knobbelhagedissen staan bekend als waterminnend, ze kunnen lange tijd in het water doorbrengen.
Door de internationale natuurbeschermingsorganisatie IUCN is aan zes soorten een beschermingsstatus toegewezen. Aan twee soorten is de status 'veilig' toegewezen (Least Concern of LC) en twee soorten worden beschouwd als 'bedreigd' (Endangered of EN). De soort Xenosaurus phalaroanthereon staat te boek als 'onzeker' (Data Deficient of DD) en Xenosaurus grandis heeft de status 'kwetsbaar' (Vulnerable of VU).

## Soorten
Het geslacht omvat de volgende soorten, met de auteur en het verspreidingsgebied.
| Naam                                      | Auteur                                                                    | Verspreidingsgebied                 |
| ----------------------------------------- | ------------------------------------------------------------------------- | ----------------------------------- |
| Xenosaurus agrenon                        | King & Thompson, 1968                                                     | Mexico (Oaxaca)                     |
| Xenosaurus arboreus                       | Lynch & Smith, 1965                                                       | Mexico (Oaxaca)                     |
| Xenosaurus fractus                        | Nieto-Montes De Oca, Sánchez-Vega & Durán Fuentes, 2018                   | Mexico (Puebla)                     |
| Grote knobbelhagedis (Xenosaurus grandis) | Gray, 1856                                                                | Mexico (Puebla, Veracruz)           |
| Xenosaurus mendozai                       | Nieto-Montes de Oca, García-Vázquez, Zúñiga-Vega & Schmidt-Ballardo, 2013 | Mexico (Querétaro)                  |
| Xenosaurus newmanorum                     | Taylor, 1949                                                              | Mexico (Hidalgo, Veracruz)          |
| Xenosaurus penai                          | Pérez Ramos, de la Riva & Campbell, 2000                                  | Mexico (Guerrero)                   |
| Xenosaurus phalaroanthereon               | Nieto-Montes de Oca, Campbell & Flores-Villela, 2001                      | Mexico (Oaxaca)                     |
| Xenosaurus platyceps                      | King & Thompson, 1968                                                     | Mexico (Queretaro, Tamaulipas)      |
| Xenosaurus rackhami                       | Stuart, 1941                                                              | Mexico (Chiapas, Oaxaca), Guatemala |
| Xenosaurus rectocollaris                  | Smith & Iverson, 1993                                                     | Mexico (Oaxaca, Puebla)             |
| Xenosaurus tzacualtipantecus              | Woolrich-Piña & Smith, 2012                                               | Mexico (Hidalgo, Puebla)            |